# Виктор фон Лигниц
Виктор фон Лигниц (на немски: Viktor von Lignitz) е пруски офицер, генерал от пехотата. Участник в Руско-турската война (1877 – 1878). Официален военен наблюдател и съветник от армията на Германия и военен кореспондент в Руско-турската война (1877-1878).

## Биография
Виктор фон Лигниц е роден през 1841 г. в Прусия в семейството е потомствен пруски аристократ. По семейна традиция се посвещава на военното поприще. Участва в Австро-пруската война (1866) и Френско-пруската война (1870-1871). Военно аташе на Германия в Санкт Петербург.
Участва в Руско-турската война (1877 – 1878). Командирован като военен наблюдател и съветник от Германската армия в щаба на Действуващата руска армия на Балканския полуостров. Едновременно е военен кореспондент на вестник „Norddeutsche Zeitung“. Военно звание майор.
Проявява се с в състава на 14-а пехотна дивизия с командир генерал-майор Михаил Драгомиров при форсирането на река Дунав при Свищов. Награден е с орден „Свети Георги“ IV ст. По свидетелството на военния кореспондент Владимир Немирович-Данченко: „Това е славният малък майор, когото руските войници наричат „нашия прусак“. Той не пропуска да се бие с турците и на Шипка участва в няколко наши атаки. Този Лигниц е пълен тип на пруски офицер. Нисък на ръст, с грубовати черти на лицето и изпъкнала гръд като при всеки прусак. Във военно отношение няма нещо, което да не му е известно. Оглеждайки с един поглед пустата местност, от един път определя позицията на невидимия неприятел и никога не греши определяйки посоката на неговото движение. Отнася се към местността със зоркостта на американски дивак. В боя, когато той прераства в нещо стихийно и безпорядъчно, никога не се обърква, а се ориентира безгрешно и моментално. По-добър офицер в генералния щаб, аз не зная. Но, ако го попитате за нещо извън военните знания, ще ви порази с пълното си равнодушие към всичко останало“.
В състава на Западния отряд (Гурко) участва в зимното преминаване на Стара планина и заключителните действия на войната. Войниците на генерал-лейтенант Йосиф Гурко го наричат „нашия немски майор“.
След войната продължава службата в Германската армия. Повишен е въ военно звание генерал от пехотата (1896). Кореспонденциите си от войните издава в самостоятелно издание „Aus Drei Kriegen, 1866, 1870/1871, 1877/1878“, Berlin, ES Mittler, 1904.